# RFA Wave King (A264)
RFA «Вейв Кінг» (англ. RFA Wave King (A264) — допоміжне військове судно, флотський танкер-заправник типу «Вейв», що перебував на озброєнні Королівського допоміжного флоту Великої Британії за часи Другої світової війни.
Танкер був закладений 23 березня 1943 року на верфі Hawthorn Leslie and Company у Говані, де 6 квітня 1944 року корабель був спущений на воду. 22 липня 1944 року уведений до складу Королівського допоміжного флоту Великої Британії.

## Бойовий шлях

### 1945
24 січня 1945 року британці провели черговий наліт у ході операції «Меридіан» на об'єкти нафтової промисловості в Палембанг.